# Combat de Fleurigné (1795)
Pour les articles homonymes, voir Combat de Fleurigné.
Chouannerie
Batailles
Le combat de Fleurigné se déroule le 4 octobre 1795, pendant la Chouannerie. 

## Forces en présence
Dans ses mémoires, l'officier chouan Toussaint du Breil de Pontbriand écrit que l'affrontement oppose un détachement de 200 à 300 républicains à trois compagnies de chouans, soit 200 hommes, commandées par Auguste Hay de Bonteville et René Augustin de Chalus,,.

## Déroulement
Ce combat est rapporté dans les mémoires de l'officier chouan Toussaint du Breil de Pontbriand qui le place à la date du 4 octobre 1795,,. D'après son récit, un détachement républicain escortant une malle part de Fougères pour Ernée, mais tombe dans une embuscade tendue par les chouans entre Fleurigné et La Pellerine,,. Ces derniers, commandés par Auguste Hay de Bonteville, avaient été informés du départ de ce détachement à La Chapelle-Janson,,. Les républicains résistent dans un premier temps, mais la charge de flanc des réserves de Chalus provoque la fuite de Bleus qui abandonnent la malle et se replient vers Fougères,,.
L'administration républicaine ne donne pas de détails sur ce combat, néanmoins il est fait mention d'une tentative contre un bataillon sur la route d'Ernée au début du mois d'octobre,.

## Pertes
D'après Toussaint du Breil de Pontbriand, les pertes des républicains sont de 35 tués et plusieurs blessés, tandis que les chouans ont un homme tué et cinq blessés,.